# Liza Racine
Liza Racine es una deportista canadiense que compitió en piragüismo en la modalidad de aguas tranquilas. Ganó una medalla de oro en los Juegos Panamericanos de 1999 en la prueba de K4 500 m.

## Palmarés internacional
| Juegos Panamericanos | Juegos Panamericanos | Juegos Panamericanos | Juegos Panamericanos |
| Año                  | Lugar                | Medalla              | Competición          |
| -------------------- | -------------------- | -------------------- | -------------------- |
| 1999                 | Winnipeg (Canadá)    | Medalla de oro       | K4 500 m             |